# Paimpont
Paimpont è un comune francese di 1 680 abitanti situato nel dipartimento dell'Ille-et-Vilaine nella regione della Bretagna.
Il territorio comunale ospita le sorgenti del fiume Aff.

## Società

### Evoluzione demografica
Abitanti censiti